# Powiat Mezőcsát
Powiat Mezőcsát (węg. Mezőcsáti járás) – jeden z piętnastu powiatów komitatu Borsod-Abaúj-Zemplén na Węgrzech. Siedzibą władz jest miasto Mezőcsát.

## Miejscowości powiatu Mezőcsát
- Ároktő
- Gelej
- Igrici
- Mezőcsát
- Tiszabábolna
- Tiszadorogma
- Tiszakeszi
- Tiszatarján
- Tiszavalk